# Дарранс, Сэмюел Торнтон
Сэмюе́л То́рнтон Да́рранс (англ. Samuel Thornton Durrance; 17 сентября 1943, Таллахасси — 5 мая 2023, Виера) — астронавт США. Совершил два космических полёта на шаттлах: STS-35 (1990, «Колумбия») и STS-67 (1995, «Атлантис»).

## Личные данные и образование

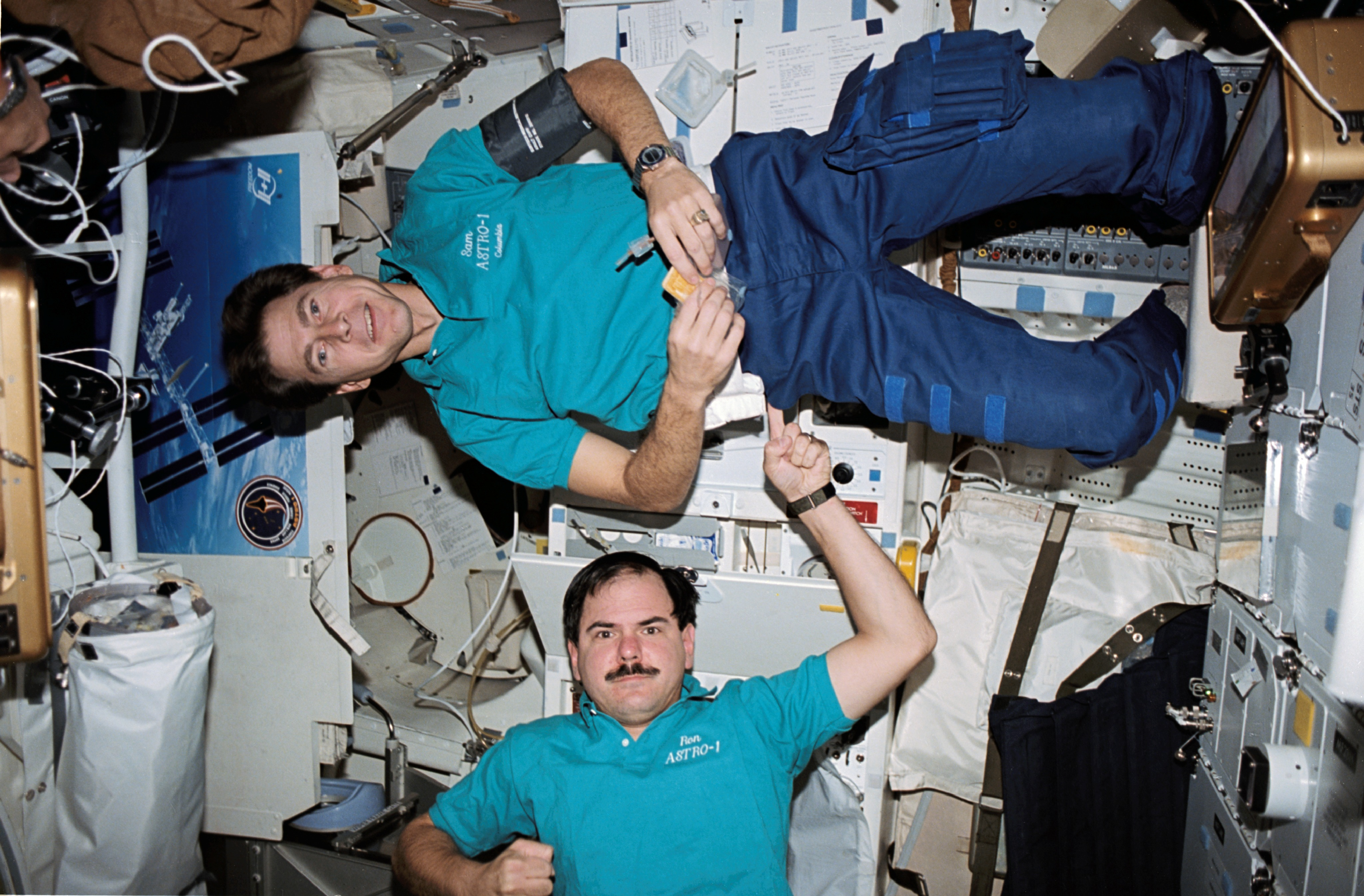
STS-35: Дарранс (вверху) и Паризи.

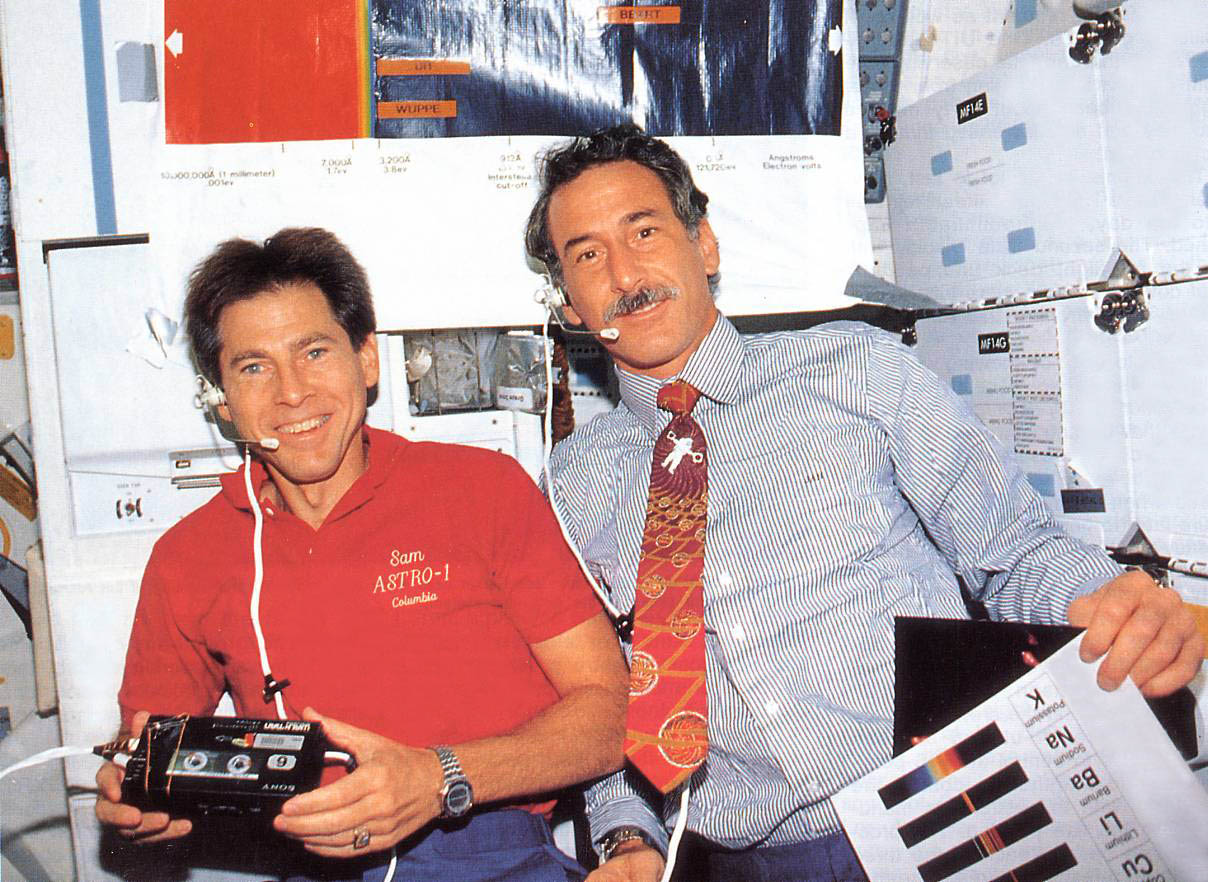
STS-35: Дарранс(слева) и Хофман ведут для школьников урок из космоса.

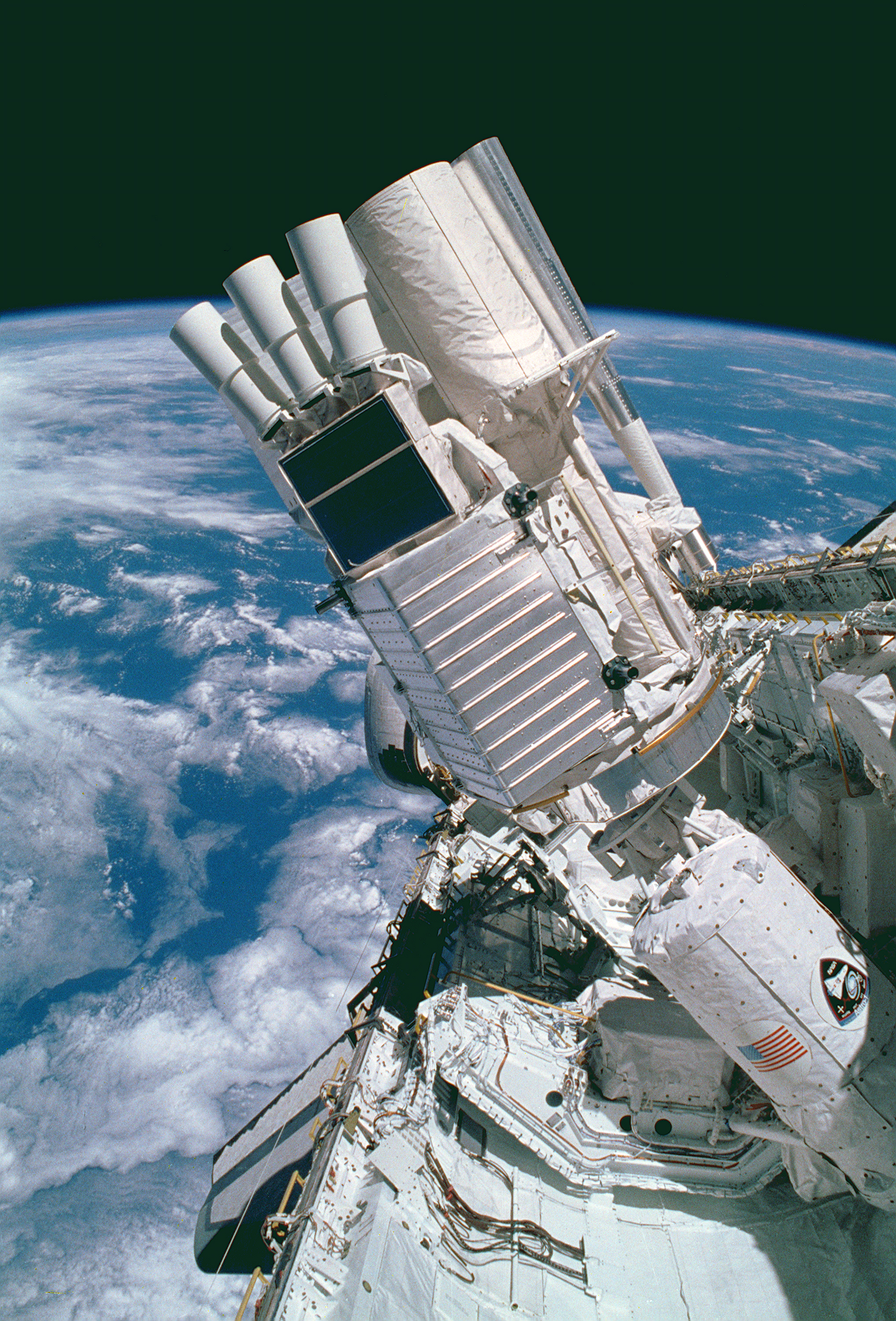
STS-35: вывод телескопа «Астро-1».

Родился 17 сентября 1943 года в городе Таллахасси, штат Флорида, но своим родным считает город Тампа, в том же штате. Жена: Ребекка Тагл, у них двое детей: сын — Бенджамин (род. 5 января 1982) и дочь — Сьюзан (род 13 января 1985). Увлекается: подводное плавание, фотографирование, автогонки и путешествия. Радиолюбитель с позывным N3TQA. Он получил степени бакалавра наук (1972 год) и магистра (1974 год) по физике (с отличием), в Калифорнийском университете в Лос-Анджелесе, и в 1980 году — доктора наук в области астро-геофизики в Колорадском университете в Боулдере. Он был главным научным сотрудником на кафедре физики и астрономии в Университете Джонса Хопкинса, Балтимор, штат Мэриленд. Был одним из создателей Ультрафиолетового телескопа Хопкинса, «Astro-1».

## До НАСА
Он принимал участие в разработке аппаратуры для полётов, оптических и механических конструкций, созданием и интеграцией Ультрафиолетового телескопа Хопкинса (обсерватории Astro-1). Он проводил исследования и занимался с аспирантами в университете Джонса Хопкинса в течение последних 15 лет. Он спроектировал и построил спектрометры, детекторы и визуализации системы, и сделал множество космических аппаратов и наземных астрономических наблюдений. Он задумал и направлена программа в Университете Джонса Хопкинса, занимался разработкой аппаратуры и адаптацией оптики для наземной астрономии. Он возглавлял группу, которая сконструировала и изготовила адаптер для оптики коронографа, которые привели к открытию первого холодного коричневого карлика, который вращался вокруг звезды. Он также один из открывателей формирующейся планеты, вращающейся вокруг звезды Бета Живописца. Его исследовательские интересы включают: происхождение и эволюция Солнечной системы, поиск планет вокруг других звёзд, планетная астрономия, физика атмосферы, ядерная физика, адаптивная оптика, полёты космических кораблей и происхождение жизни. На эти темы он опубликовал более 60 технических статей в различных профессиональных журналах.

## Подготовка к космическим полётам
Был назначен в экипаж шаттла Колумбия STS-61E, старт которого был намечен на 6 марта 1986 года, но после катастрофы шаттла Челленджер, STS-51L, сетка полётов была изменена. После «возвращения к полётам», 20 июня 1984 года был назначен специалистом по полезной нагрузке в экипаж Колумбии STS-35.

## Полёты в космос
- Первый полёт — STS-35[5], шаттл «Колумбия». Со 2 по 11 декабря 1990 года в качестве специалиста по полезной нагрузке. Основной целью миссии STS-35 было развёртывание НАСА рентгеновского телескопа Хопкинса «Astro-1».[6]. Продолжительность полёта составила 8 суток 23 часа 6 минут[7].
- Второй полёт — STS-67[8], шаттл «Индевор». Со 2 по 18 марта 1995 года, на то время — самый длительный полёт шаттла, в качестве специалиста по полезной нагрузке. Экипажем проводились работы в космической обсерватории многоразового использования ASTRO-2. Продолжительность полёта составила 16 суток 15 часов 10 минут[9].

Общая продолжительность полётов в космос — 25 дней 14 часов 16 минут.

## После полётов
Начиная с 2000 года, он был исполнительным директором во Флоридском Институте космических исследований, который расположен в Космическом Центре имени Кеннеди, штат Флорида. Проживал в Мельбурне, штат Флорида и являлся профессором физики и космических наук во Флоридском Технологическом Университете. Он является одним из пионеров новой космической науки — астробиологии. Он является членом Американского астрономического общества, Американского геофизического союза, Международного астрономического союза, Ассоциации исследователей космоса, Планетарного общества.

## Болезнь и смерть
В 2021 году у Дарранса диагностировали болезнь Альцгеймера. Умер в хосписе в Виере, Флорида, 5 мая 2023 года от осложнений после борьбы с деменцией и болезнью Паркинсона.

## Награды и премии
Награждён: Медаль «За космический полёт» (1990 и 1995) и многие другие.